# 九龍巴士244X線
九龍巴士244X線是香港的一條已取消巴士路線。

## 歷史
- 1992年6月1日，路線投入服務，單向由青衣碼頭開往尖沙咀碼頭，假日不設服務。
- 1992年11月9日：繞經青衣邨巴士總站，取道青葉街出入。
- 1995年4月18日：駛離總站後改經青敬路及青衣街市一段青綠街前往青衣邨。
- 1995年11月5日，路線終止服務，並由九巴41A線延長為長安邨↔尖沙咀東取代。

## 服務時間及班次
星期一至六
- 青衣碼頭開:07:40、07:50、08:00、08:10

星期日及公眾假期不設服務

## 收費
全程：$7.0
- 美孚站往尖沙咀碼頭：$4.8
- 鴉蘭街往尖沙咀碼頭：$3.8

## 行車路線
經：楓樹窩路、青敬路、青綠街、青衣邨巴士總站、青綠街、青葉街、楓樹窩路、擔杆山交匯處、青敬路、長安巴士總站、擔桿山路、擔杆山交匯處、青荃橋、荃灣路、葵涌道、長沙灣道、荔枝角道、西九龍走廊、太子道西、荔枝角道、彌敦道及梳士巴利道